# Paraguaná-Schnurrbartfledermaus
Die Paraguaná-Schnurrbartfledermaus (Pteronotus paraguanensis) ist ein auf der Halbinsel Paraguaná endemisch lebendes Fledertier in der Familie der Kinnblattfledermäuse. Die Art ist eng mit der Schnurrbärtigen Fledermaus (Pteronotus parnellii) verwandt und wurde zeitweilig als deren Unterart gelistet. Im Verbreitungsgebiet trägt das Tier den Trivialnamen Bigotudo („mit großem Schnurrbart“).

## Merkmale
Mit einer Kopf-Rumpf-Länge von 61 bis 64 mm, einer Schwanzlänge von 17 bis 26 mm sowie einem Gewicht von 12 bis 17 g ist die Art kleiner die Allen-Schnurrbartfledermaus (Pteronotus fuscus) auf dem Festland. Sie hat 53 bis 56 mm lange Unterarme, Hinterfüße von 12 bis 13 mm Länge und 19 bis 24 mm lange Ohren. Der ganze Körper ist mit hellem gelbbraunem Fell bedeckt. Der breite Schädel besitzt verglichen mit anderen Gattungsvertretern eine hohe Hirnschale. Der 2008 erlangte Artstatus beruht vorwiegend auf Abweichungen in den Proportionen der Körperteile zueinander.

## Verbreitung und Lebensweise
Als Ruheplätze der Art sind drei Höhlen auf der Venezuela nördlich vorgelagerten Halbinsel Paraguaná bekannt. Vor der Geburt der Nachkommen suchen Weibchen eine eigene Höhle auf, in der keine Männchen auftreten. Die Nahrungssuche findet in trockenen Wäldern mit einem Unterwuchs aus Büschen statt.
Die Paraguaná-Schnurrbartfledermaus teilt die Höhlen mit anderen Fledermäusen, wie der Davy-Nacktrückenfledermaus, Peters-Kinnblattfledermaus, dem Trinidad-Trichterohr und der Curaçao-Blütenfledermaus. Diese Fledermaus jagt unterschiedliche Insekten und Kieferklauenträger. Die Rufe zur Echoortung erreichen ihre stärkste Intensität bei etwa 68 kHz. Ein großer Teil der Beute sind Landwirtschaftsschädlinge. Trächtige Weibchen sind aus dem Zeitraum Juli bis September bekannt.

## Gefährdung
Größere Flächen von Buschland wurden zu Landwirtschaftsgebieten umgestaltet. Die größte Bedrohung stellen Vandalisierende in den Höhlen und illegale Tötung dar. In einer mit Zäunen versperrten Höhle nahm die Population wieder zu. Die IUCN listet die Paraguaná-Schnurrbartfledermaus als stark gefährdet (endangered).